# بيير بنغتسون
بيير بنغتسون (بالسويدية: Pierre Bengtsson)‏ (و. 1988  م) هو لاعب كرة قدم، من السويد، ولد في كوملا، يلعب كلاعب وسط.

## روابط خارجية
- بيير بنغتسون على موقع الاتحاد الدولي (مؤرشف)  (الإنجليزية)
- بيير بنغتسون على موقع الاتحاد الأوربي (الإنجليزية)
- بيير بنغتسون على موقع اتحاد السويد (السويدية)
- بيير بنغتسون على موقع قاعدة بيانات كرة القدم.إي يو (الإنجليزية)
- بيير بنغتسون على موقع بيانات كرة القدم. دي إي (الألمانية)
- بيير بنغتسون على موقع ناشيونال فوتبول تيمز (الإنجليزية)
- بيير بنغتسون على موقع Soccerway.com (الإنجليزية)
- بيير بنغتسون على موقع عالم كرة القدم.نت (الإنجليزية)